# Gerhard Ammerer
Gerhard Ammerer (* 11. September 1956 in Salzburg) ist ein österreichischer Historiker und Professor an der Universität Salzburg.

## Leben
Gerhard Ammerer studierte von 1975 bis 1981 Geschichte und Germanistik an den Universitäten Salzburg und Innsbruck. Zwischen 1981 und 1985 war er Vertragsassistent am Institut für Geschichte der Universität Salzburg und absolvierte ein Geschichte-Doktoratsstudium und ein Jusstudium. Beide Studien schloss er mit einem Doktorat ab.
Ab 1985 war er Universitätsassistent, ab 1996 Assistenz-Professor.
Im Jahr 2000 habilitierte er sich an der Geisteswissenschaftlichen Fakultät der Paris-Lodron-Universität Salzburg für das Fach „Österreichische Geschichte“. 2001 wurde er zum außerordentlichen Professor ernannt. Im Jahr 2009 habilitierte er sich an der Rechtswissenschaftlichen Fakultät der Paris-Lodron-Universität Salzburg für das Fach „Rechtsgeschichte“. Seit 2014 ist er Leiter des Zentrums für Gastrosophie und des Studienlehrganges Gastrosophie. Seit 2015 ist er Mitglied der Kommission für Rechtsgeschichte Österreichs der Akademie der Wissenschaften. Er wurde durch Bundespräsident Alexander Van der Bellen ausgezeichnet mit dem Österreichischen Ehrenkreuz für Wissenschaft und Kunst I. Klasse.
Für Dämonen – Besessenheit und Exorzismus in der Geschichte Österreichs erhielt er 2025 die Auszeichnung Wissenschaftsbuch des Jahres.

## Schriften (Auswahl)
Monographien
- Das Ende für Schwert und Galgen? Legislativer Prozess und öffentlicher Diskurs zur Reduzierung der Todesstrafe im ordentlichen Verfahren unter Joseph II. (1781–1787). StudienVerlag, Innsbruck-Wien-Bozen 2010, ISBN 978-3-7065-4935-6.
- mit Harald Waitzbauer: Das Sternbräu: Die Geschichte eines Salzburger Brau- und Gasthauses. Pustet, Salzburg 2015, ISBN 978-3-7025-0776-3.
- mit Jutta Baumgartner: Die Getreidegasse: Salzburgs berühmteste Straße, ihre Häuser, Geschäfte und Menschen. Colorama, Salzburg 2015, ISBN 978-3-902692-21-4.
- Heimat Straße: Vaganten im Österreich des Ancien Régime. Oldenbourg-Wissenschaftsverlag, München 2003, ISBN 3-486-56728-4.
- mit Harald Waitzbauer: Wege zum Bier – 600 Jahre Braukultur: Mit Spaziergängen durch die Stadt Salzburg und Ausflügen in die Umgebung. Stadtarchiv und Statistik, Salzburg 2011, ISBN 978-3-900213-16-9.
- mit Harald Waitzbauer: Wirtshäuser. Eine Kulturgeschichte der Salzburger Gaststätten. Pustet, Salzburg 2014, ISBN 978-3-7025-0750-3.
- mit Harald Waitzbauer: Bacchus in Salzburg. Pustet, Salzburg 2019, ISBN 978-3-7025-0959-0.
- mit Michael Brauer und Marlene Ernst: Barocke Kochkunst heute. Das Adelskochbuch der Maria Clara Dückher von 1654. Pustet, Salzburg 2020, ISBN 978-3-7025-0985-9.
- mit Carlos Watzka: Der Teufel in Graz. Besessenheit und Exorzismus am innerösterreichischen Habsburgerhof 1599/1600. Leykam, Graz 2021, ISBN 978-3-7011-0469-7.

Herausgeberschaften
- mit Gerhard Fritz: Die Gesellschaft der Nichtsesshaften: zur Lebenswelt vagierender Schichten vom 16. bis zum 19. Jahrhundert; Beiträge der Tagung vom 29. und 30. September 2011 im Kriminalmuseum Rothenburg ob der Tauber. Didymos-Verlag, Affalterbach 2013, ISBN 978-3-939020-82-0.